# خرم ده شرقی
خرم ده شرقی، روستایی در دهستان عشق‌آباد بخش مرکزی شهرستان مانه در استان خراسان شمالی ایران است.

## جمعیت
بر پایه سرشماری عمومی نفوس و مسکن در سال ۱۳۹۵، جمعیت این روستا برابر با ۴۲۲ نفر (۱۲۷ خانوار) بوده‌است.